# Rohaire
Rohaire település Franciaországban, Eure-et-Loir megyében. Lakosainak száma 131 fő (2022. január 1.). Rohaire Saint-Victor-sur-Avre és Charencey községekkel határos.

## Népesség
A település népessége az elmúlt években az alábbi módon változott:
| Lakosok száma | 138  | 136  | 120  | 132  | 149  | 131  | 127  | 126  | 126  | 131  |
|               | 1968 | 1982 | 1990 | 2006 | 2013 | 2015 | 2017 | 2019 | 2020 | 2022 |